# Aquarium-Muséum
L'Aquarium-Muséum est un musée de l'université de Liège consacré à la fois au monde aquatique et au patrimoine des sciences naturelles. Fondé le 12 novembre 1962 au sein de l'institut de zoologie de Liège, qui abrite également la Maison de la science, il accueillit en 1991 son millionième visiteur et prévoit le 4.000.000e en 2026 !
L'Aquarium-Muséum, intégré au Pôle muséal & culturel de l'Université de Liège, est également un outil de recherche et d'enseignement grâce à une reconstitution fidèle des milieux aquatiques. Il est membre de l'Union Européenne des Conservateurs d'Aquarium (EUAC) depuis 1972 et de l'Association européenne des zoos et aquariums (EAZA) depuis 1993.

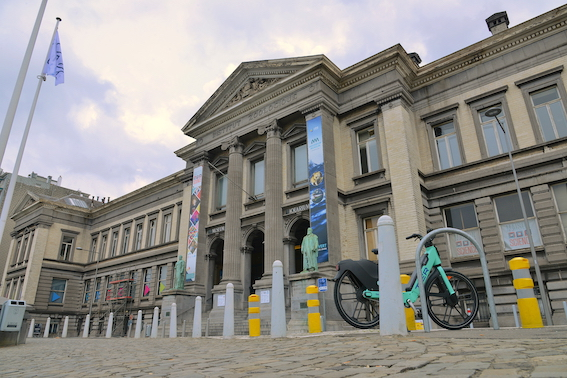
Façade principale de l'Institut de Zoologie - ULiège

## Aquarium
L'aquarium permet au public de découvrir l'univers aquatique dans l'Institut de zoologie de Liège. Il présente plusieurs centaines de poissons, invertébrés et reptiles, représentant environ 150 espèces dans une quarantaine de bassins
L'aquarium se divise en 3 grandes salles
- La salle « Biodiversité du Monde aquatique », elle-même subdivisée en quatre sections :
  - Les mers d'Europe comprenant les requins et les murènes, mais aussi les cabillauds et autres plies.
  - Les mers tropicales et récifs coralliens avec les poissons-ballons, les mérous, les hippocampes, les poissons-pierres.
  - Les eaux douces tropicales ou l'on peut admirer les tilapias africains et autres piranhas d'Amazonie.
  - Les eaux douces européennes regroupant les brochets, carpes, barbeaux, de nos régions.
- La salle « Requins et récifs coralliens »
- La section «  Amazonie » présente différents terrariums, un aquarium et un bassin. Chaque espace est adapté au milieu de vie des espèces qu’il accueille et expose les différents biotopes.Section "Amazonie"

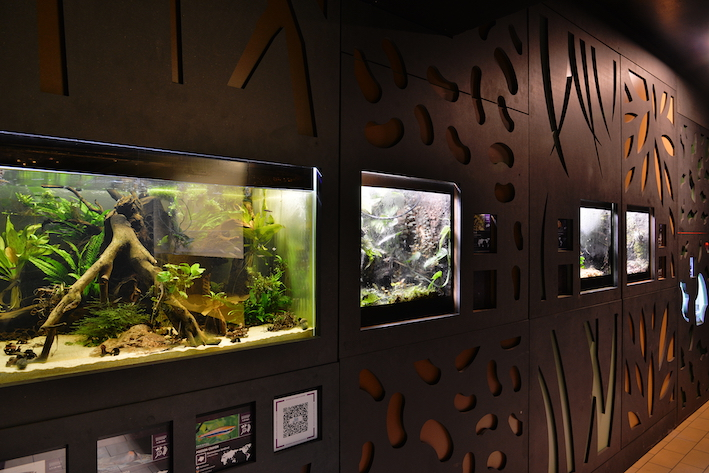
Section "Amazonie"

L'Aquarium comprend aussi un petit reptilarium accueillant des tortues. Une grande exposition consacrée aux coraux récoltés par des scientifiques de l'université et autres collaborateurs internationaux lors de l'expédition organisée par elle à la Grande Barrière de Corail d'Australie en 1967-1968 y était visible jusqu'en juin 2022, elle ne sera plus remontée.

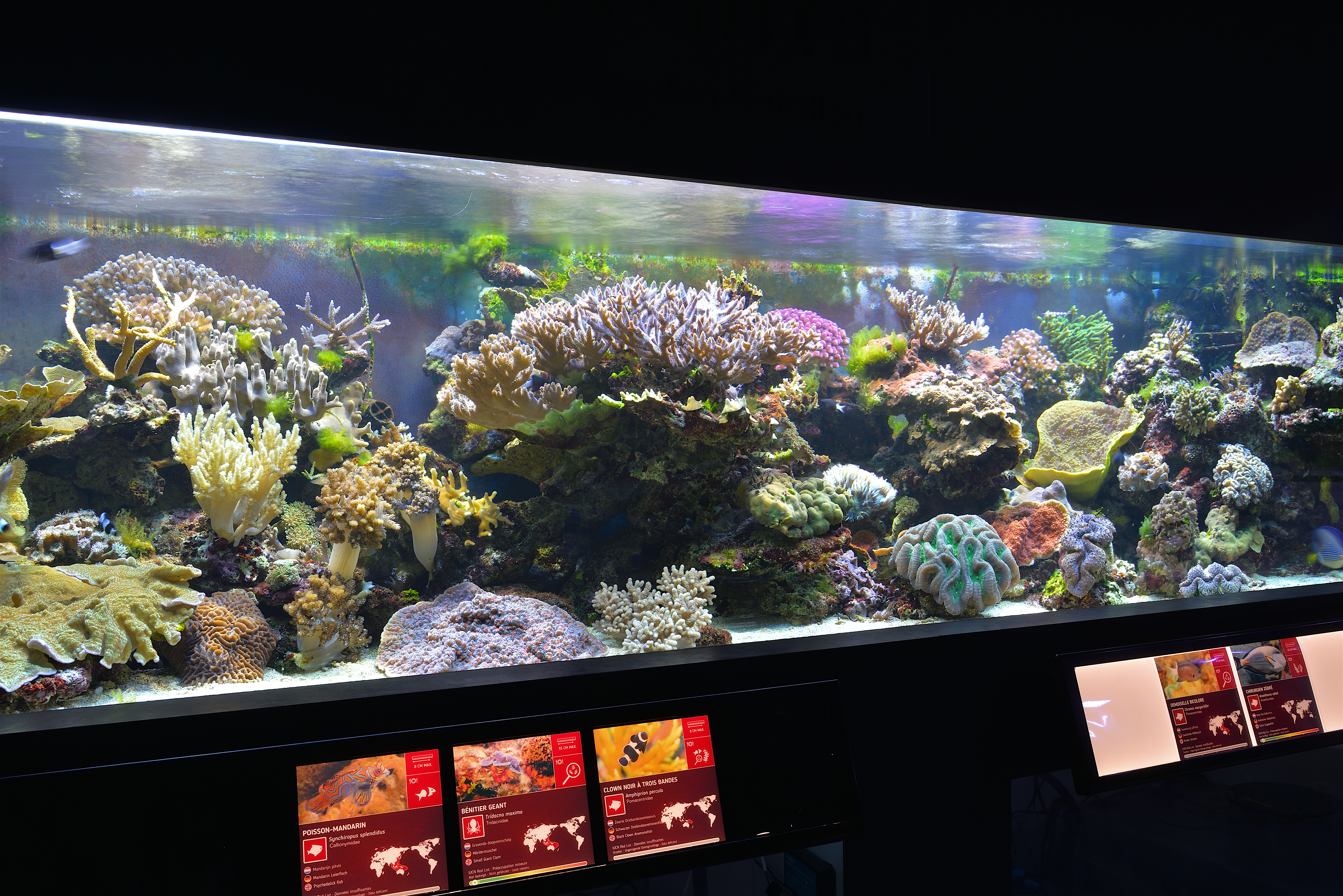
Bassin coraux vivants

L'aquarium a également pour objectif de sensibiliser les visiteurs aux problèmes de l'environnement en montrant l'importance des océans et de leurs habitants ainsi que les conséquences de leurs actes.

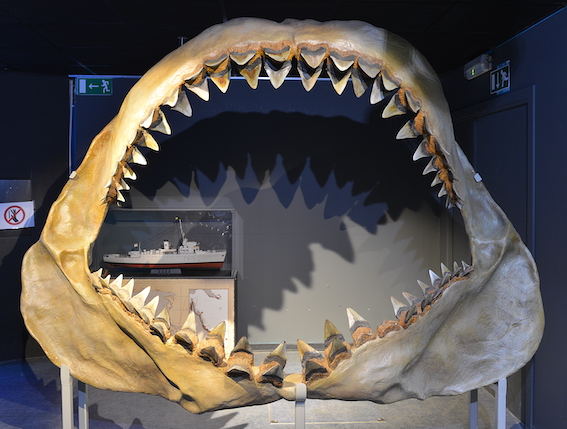

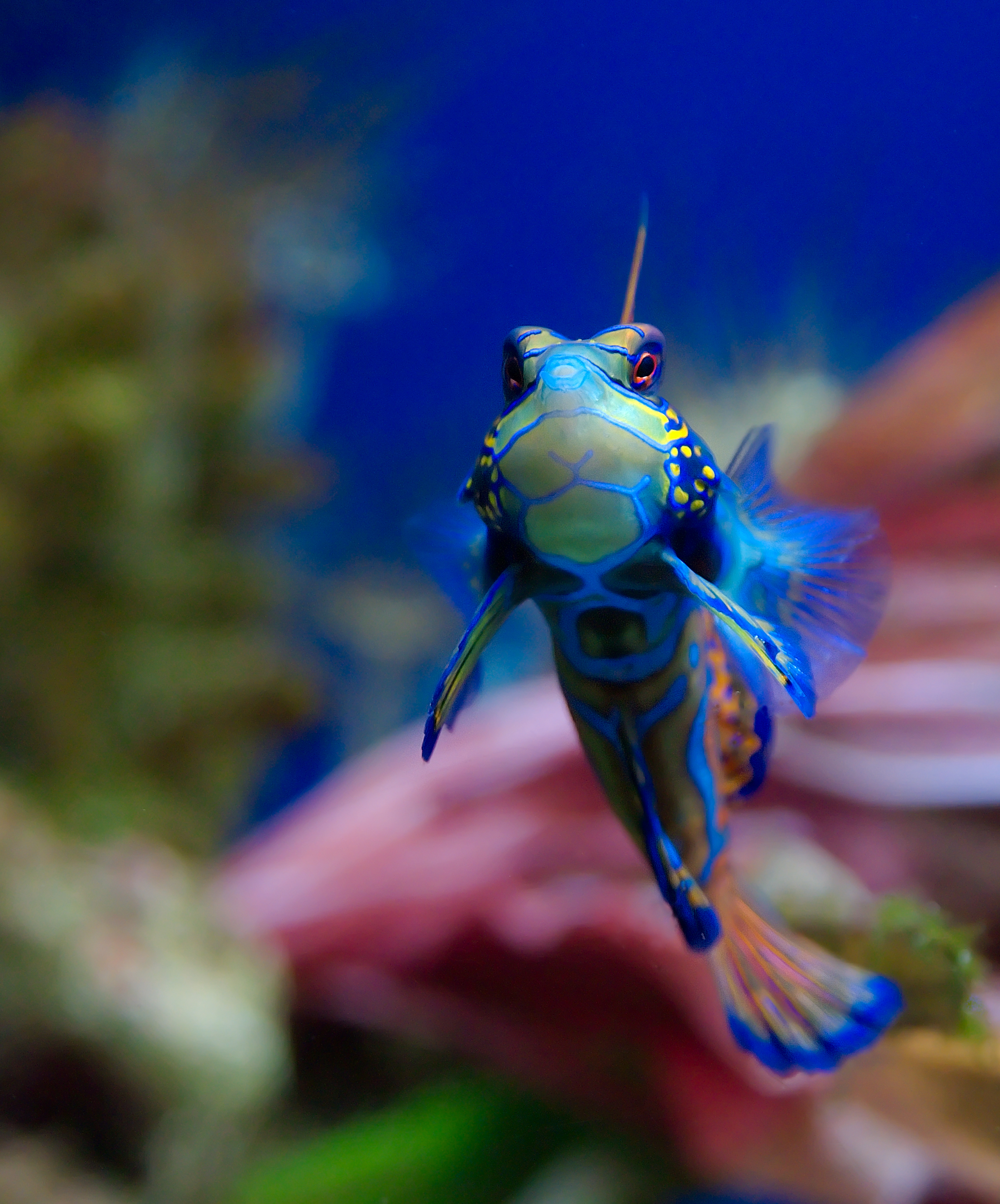
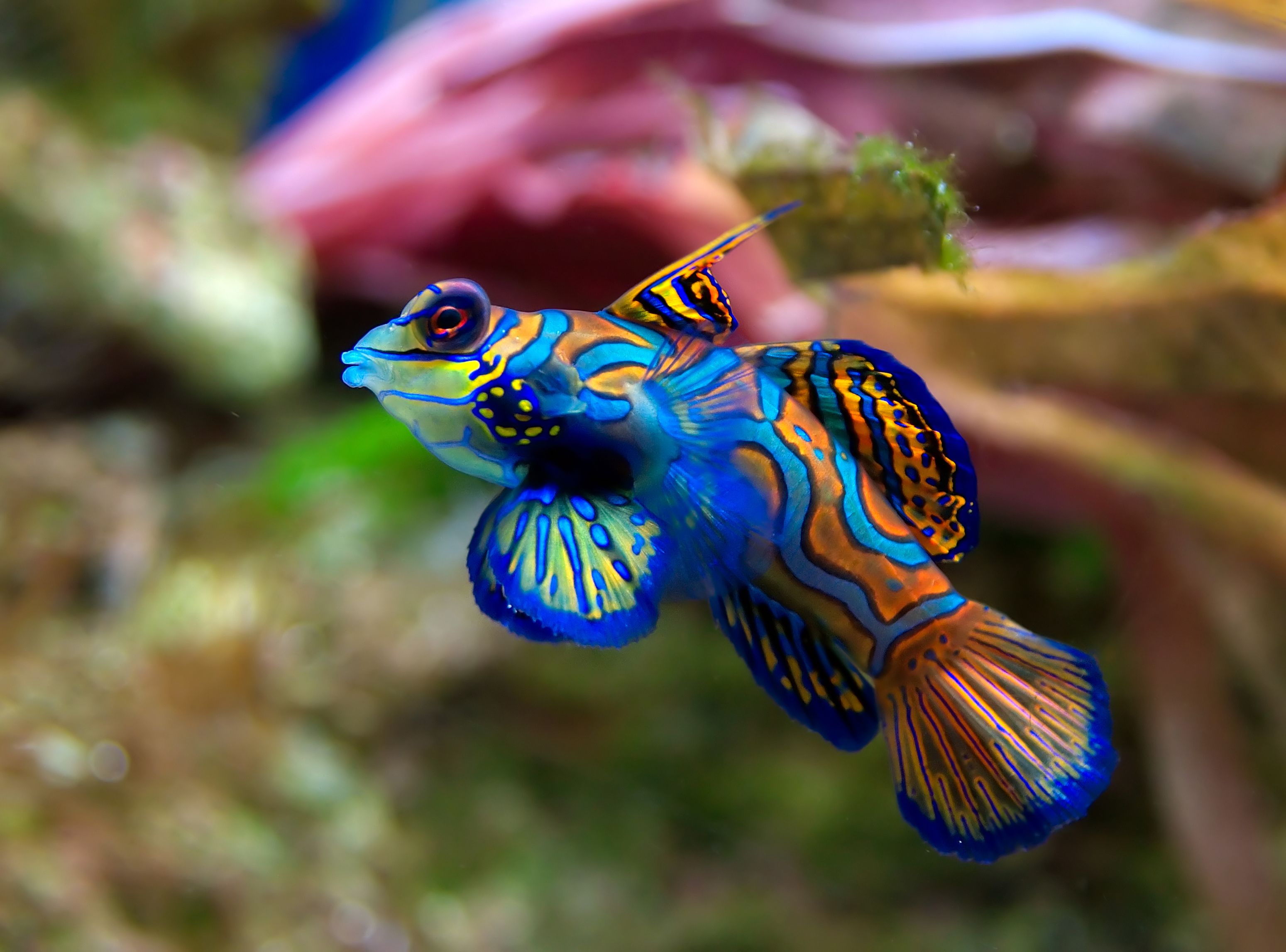

## Muséum
Le Muséum occupe le deuxième étage de l'Institut de zoologie de l'université de Liège. Il est inauguré le 12 novembre 1962 en même temps que l'aquarium.
Il est divisé en quatre grandes salles et une plus petite sur 1 000 m2 et compte quelque 20 000 spécimens  dont 6500 visibles par le public.
- La salle des invertébrés
- La salle des vertébrés
- La salle des mammifères
- La salle de la faune belge
- L'espace "Les Petits Zozoos", aire de jeux pour enfants en bas âges.

A cet étage, on peut découvrir une section entière consacrée aux mammifères marins, avec, notamment, un squelette de baleine (Balaenoptera physalus, rorqual commun) de 19 m.

Le Musée est inaccessible au public depuis avril 2022, de grands travaux de modernisation sont entamés pour correspondre aux critères actuels de muséologie. Le Musée attirera ainsi un public plus large et varié dans l'année 2026.

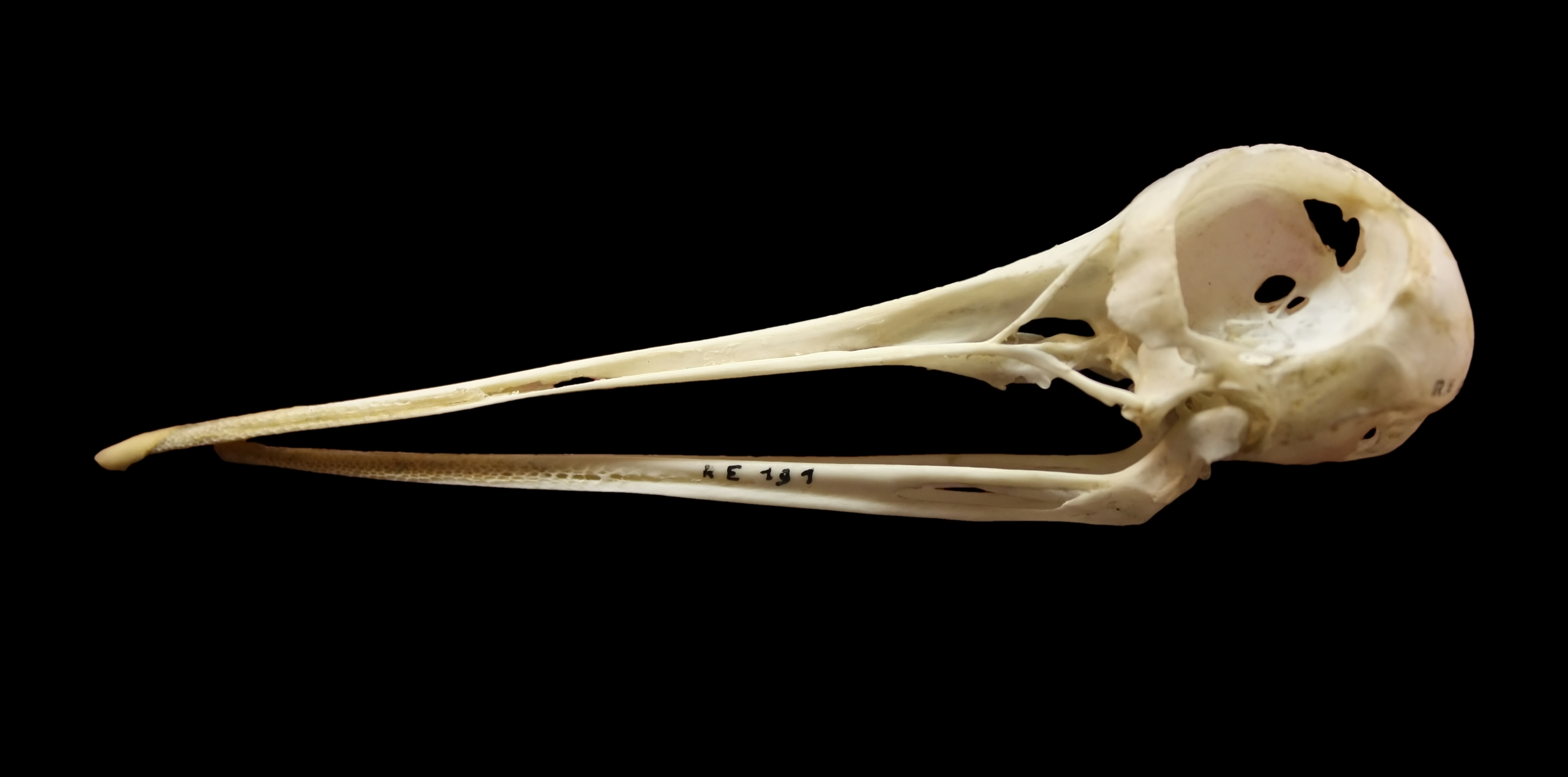
Crâne de Bécasse
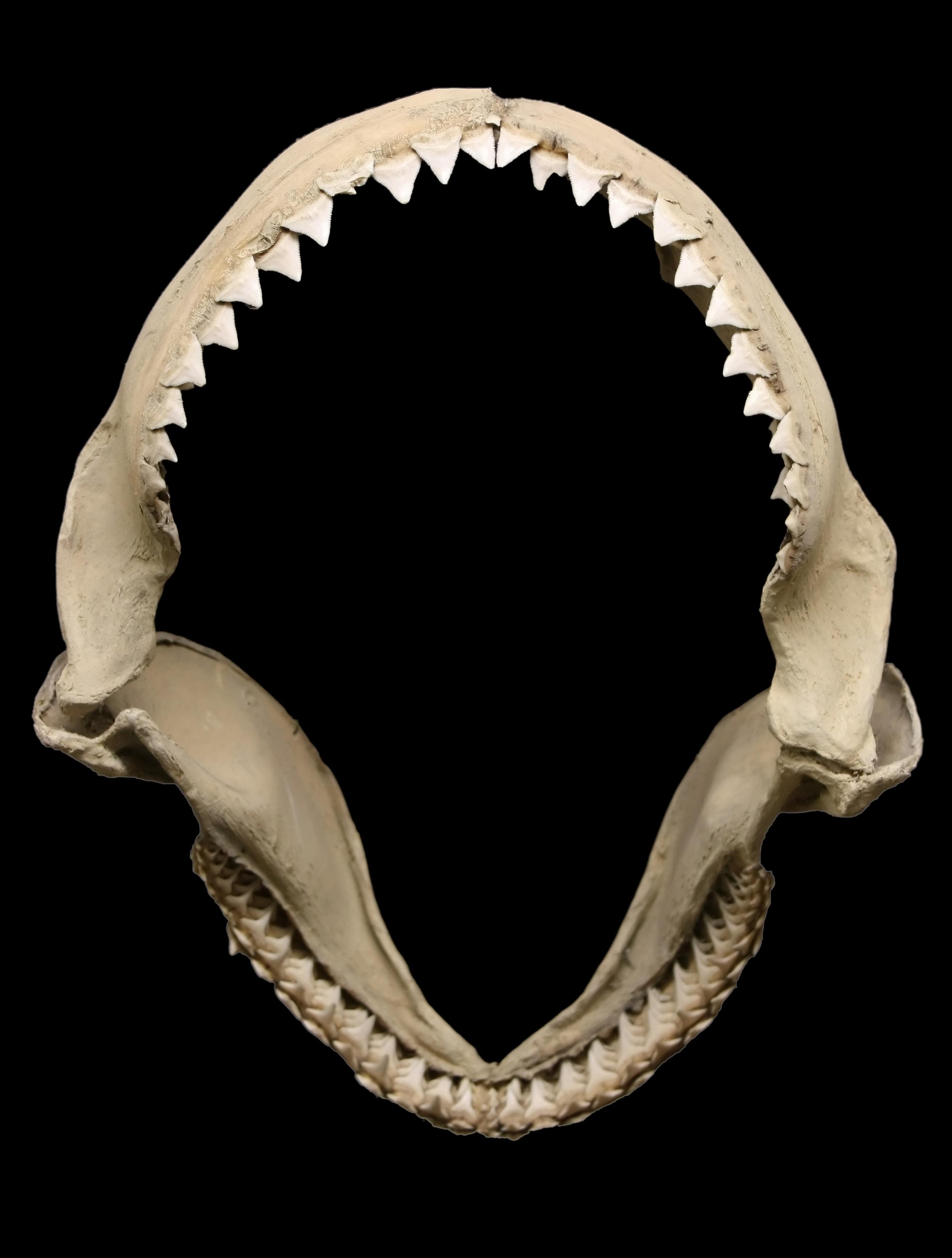
Mâchoire de Carcharodon
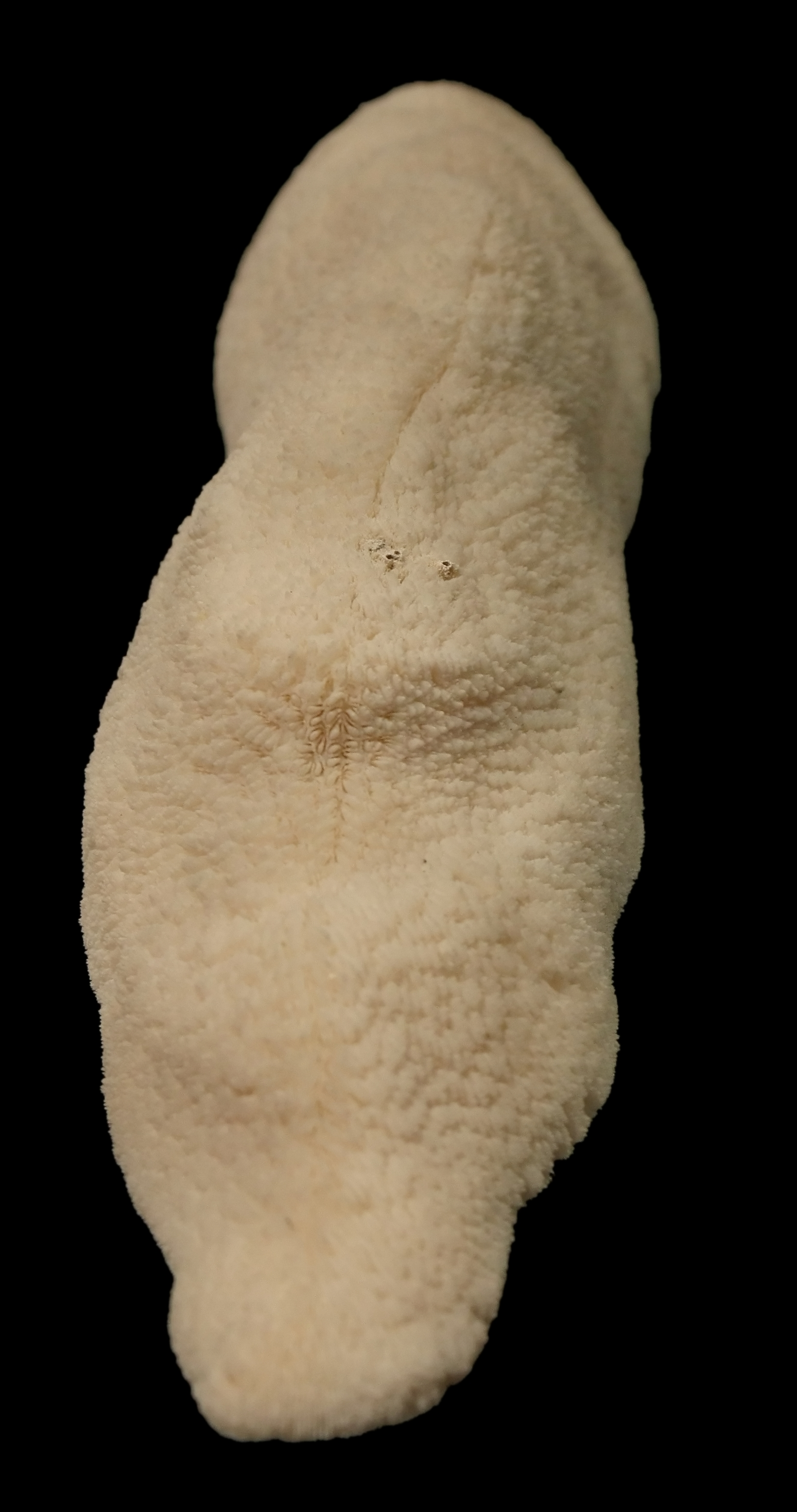
Herpolitha
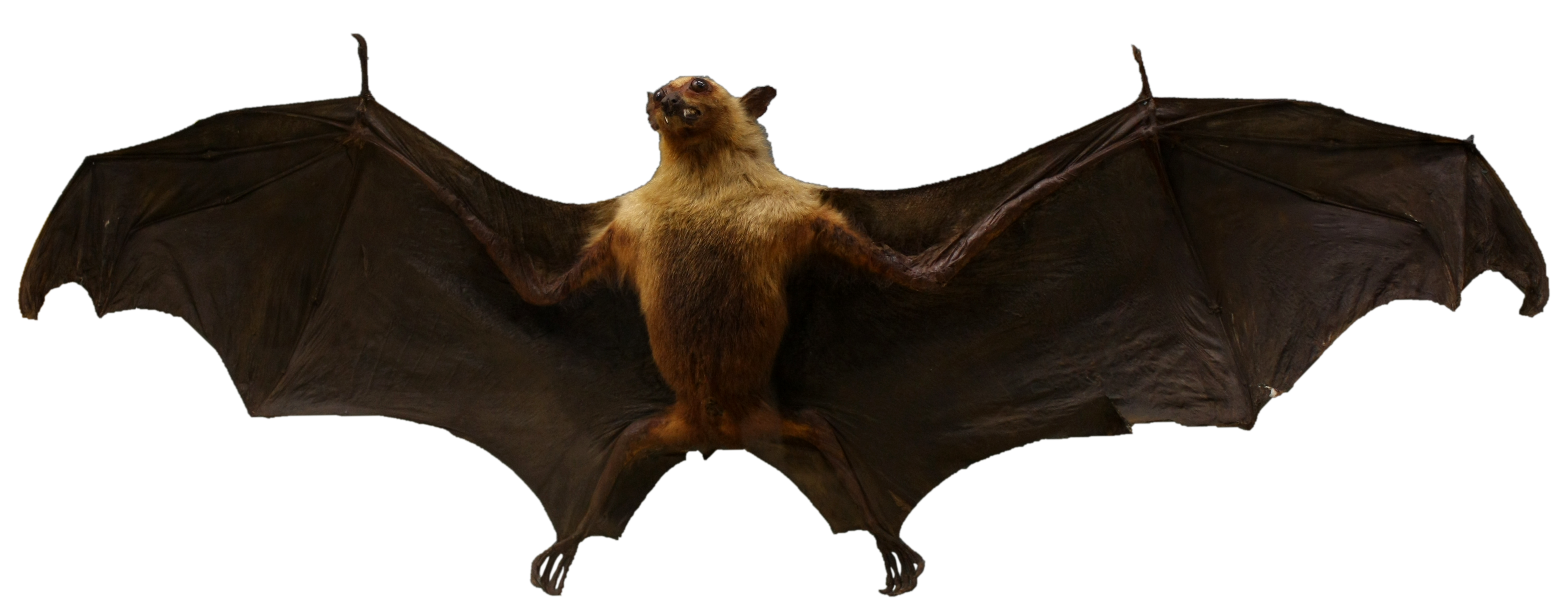
Une chauve-souris
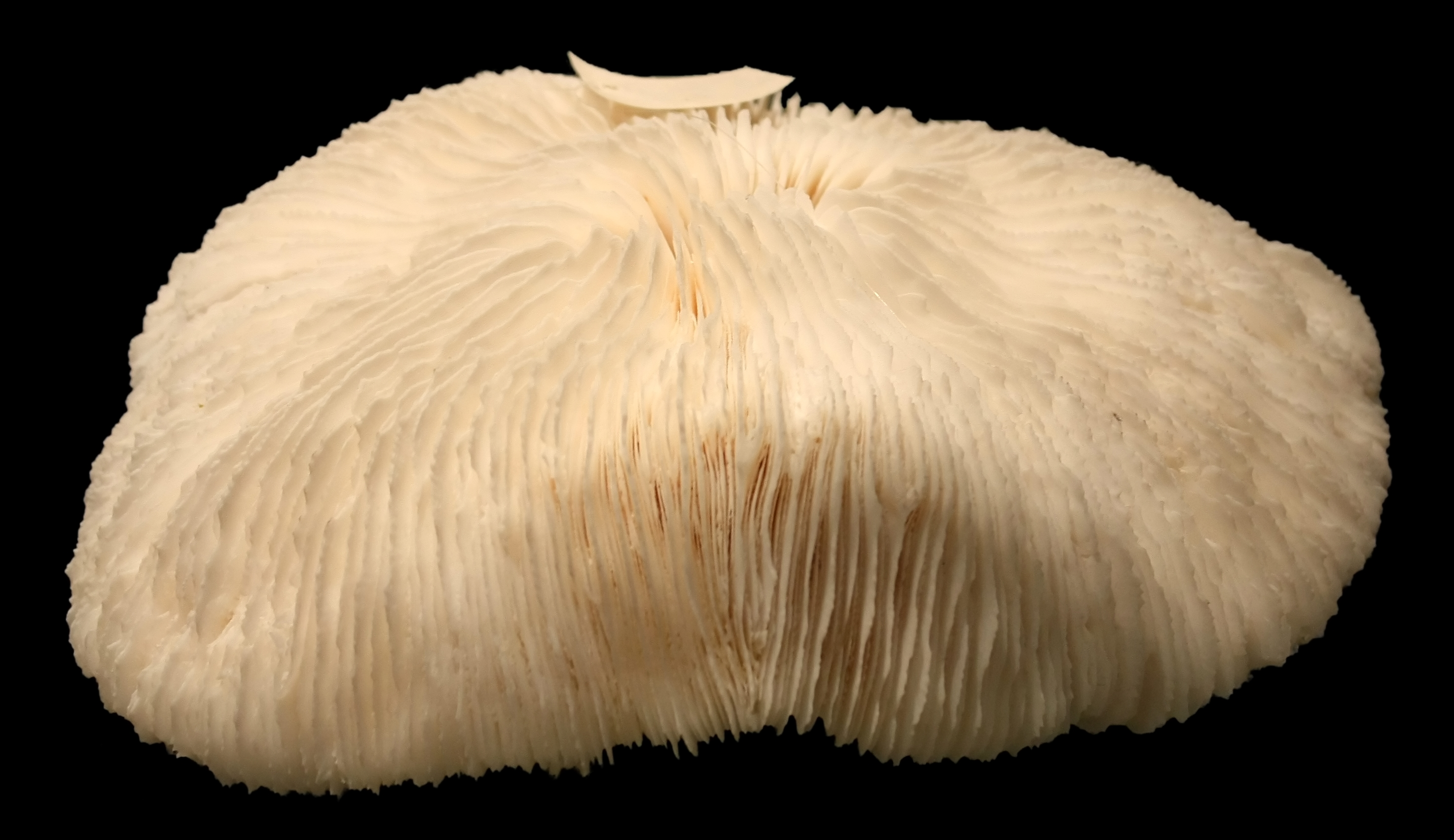
Fungia
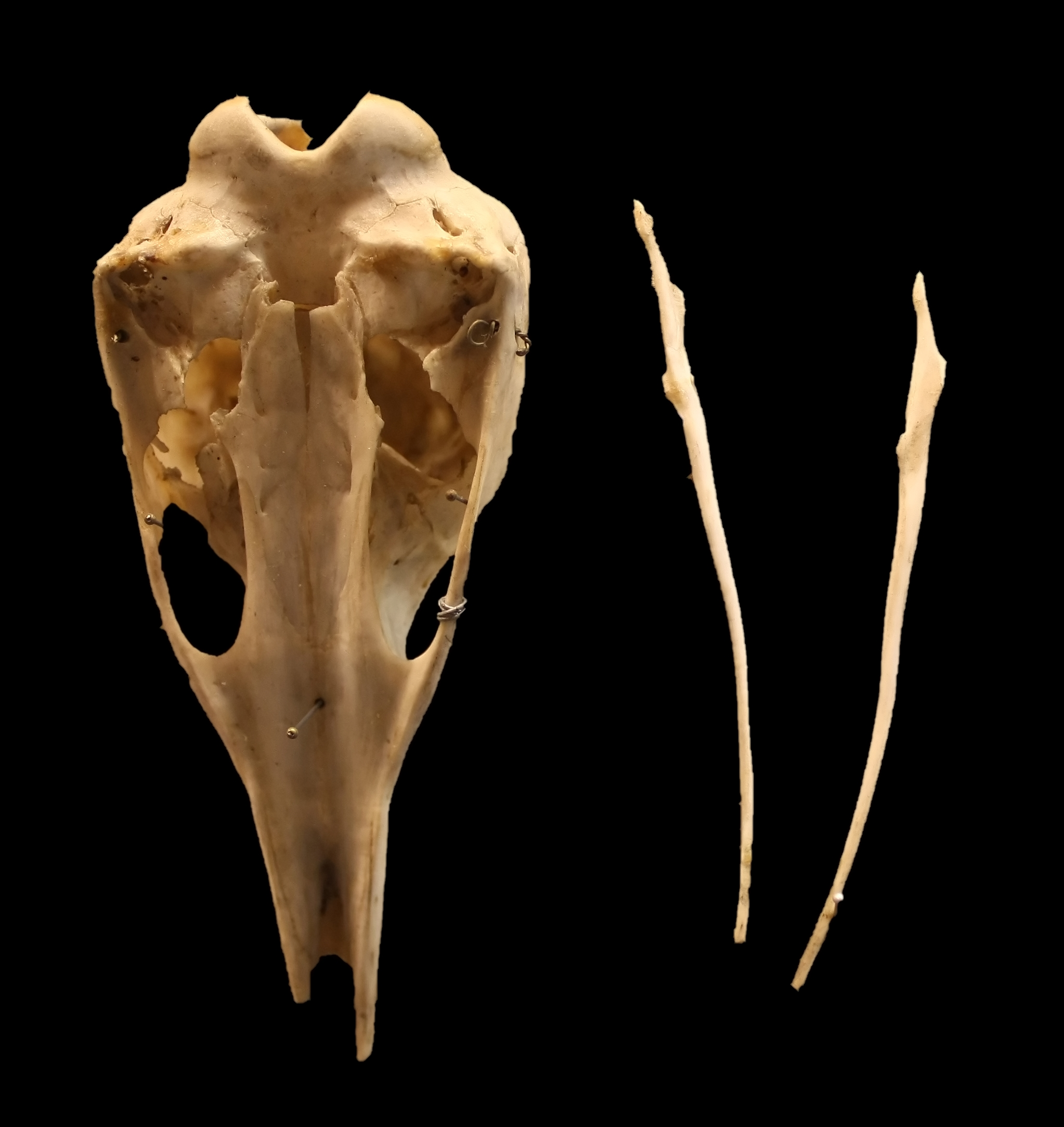
Échidné australien

## TréZOOr
La salle TréZOOr, inaugurée en juin 2017, retrace l'histoire des collections de sciences naturelles de l'université de Liège depuis 1817 et regroupent les « Trésors du Patrimoine zoologique » tels que les objets patrimoniaux remarquables et des espèces animales disparues,.
Le 7 juin 2017, l'ensemble de 49 modèles en verre d’animaux invertébrés dite collection Blaschka est classée comme trésor de la Communauté Française.